# 福斯特鎮區 (密歇根州)
福斯特鎮區（英語：Foster Township）是位於美國密歇根州奧格莫縣的一個行政鎮區。

## 地方資料
福斯特鎮區的面積為232.81平方千米，當中陸地面積為231.10平方千米，而水域面積為1.71平方千米。根據2020年美國人口普查的數據，當地共有人口788人，而人口密度為每平方千米3.38人。